# 孔廣居
孔廣居（1732年—1812年），字堯山，號千秋。江蘇江陰人，祖籍山東曲阜。
孔子七十世孫。生於雍正十年，久居華墅鎮聚龍街（今和平街）。一生布衣，醉心於六書之研究。嘉慶十七年卒。著有《说文疑疑》。